# HSAD
HSAD는 대한민국의 광고회사이다.
Creative concept 개발 및 4대 매체 광고물 제작, Brand Marketing, 미디어 플래닝/바잉, 디지털 광고대행, 퍼포먼스 마케팅, Event, Space Design 등 광고 커뮤니케이션 전반에 걸쳐 사업을 영위하고 있으며, 2010년 비전 ‘The Difference’를 선포했다.
1985년부터 사보를 발간하여 광고학계와 업계에 유익한 정보를 제공하여왔고, 2016년부터는 <HS Adzine>(https://blog.hsad.co.kr/)이라는 온라인 사보로 전환하여 광고마케팅 고관여자들이 광고 마케팅 트렌드와 관련된 다양한 컨텐츠를 좀 더 쉽게 접할 수 있게 하였다.
또한, 1988년부터 <대학생 광고대상> 등을 시행하여, 매년 대학생 광고 공모전인 'Young Creator's Competition'을 개최하고 있다. 보관됨 2019-04-12 - 웨이백 머신
HS애드는 2020년 한국관광공사의 '필 더 리듬 오브 코리아(Feel The Rhythm of Korea)' 시즌 1 캠페인을 제작하여 코로나19로 국경이 봉쇄된 상황에서도 전 세계인이 유튜브로 한국을 함께 즐길 수 있도록 함으로써 누적 조회수 6억뷰를 달성하였다. 시즌 1의 성공적인 캠페인 성과에 이어 2021년에도 '필 더 리듬 오브 코리아(Feel The Rhythm of Korea)' 캠페인 시즌2를 연이어 성공시키며, 11년 연속 대한민국 광고대상 수상 기록을 세웠으며 이는 국내 광고대행사 중 유일하다.
한편, 4차 산업혁명과 포스트 코로나 전환에 따라 마케팅에서도 디지털 전환(DX)이 가속화되자 HS애드 또한 데이터 기반 통합 마케팅 회사로의 변신에 박차를 가하고 있다. 특히 2019년 정성수 대표 취임 이후 'CX 클리닉'을 개발해 디지털 마케팅 전략을 컨설팅할 수 있도록 했으며, 고객 경험 중심의 디지털 마케팅 실행을 본격화 하기 위해 국내외 250여명 규모로 CX 전문 조직을 신설하였고, 2021년 말에는 CX사업 부문을 여의도 파크원으로 이전하면서 디지털 전환을 위한 사업 구조를 빠르게 확장하고 있다.
또한, 오픈 이노베이션 차원에서 디지털 기술을 보유하고 있는 레귤러볼드, 바이브컴퍼니, 플러스제로 등과 업무협약을 체결함과 동시에 메타버스를 활용한 전시 사업을 위해 위지윅스튜디오와도 협약을 체결함으로써, 최첨단 기술을 활용한 차별화된 고객 경험 준비에 앞장서고 있다.
HS애드 본사는 서울특별시 마포구 공덕동에 위치하고 있다.